# Ingornachoix Bay
Ingornachoix Bay är en vik i Kanada.   Den ligger i provinsen Newfoundland och Labrador, i den östra delen av landet, 1 500 km öster om huvudstaden Ottawa.
Runt Ingornachoix Bay är det glesbefolkat, med 13 invånare per kvadratkilometer.